# Kazimierz Wierzyński
Kazimierz Wierzyński (Drogóbich, 27 de agosto de 1894-Londres, 13 de febrero de 1969) fue un poeta y periodista polaco, miembro y cofundador del grupo de poesía experimental "Skamander" junto a Julian Tuwim, Antoni Słonimski, Jarosław Iwaszkiewicz y Jan Lechoń.

## Biografía
Kazimierz Wierzyński nació en Drogóbich, Reino de Galicia y Lodomeria, el 27 de agosto de 1894. Tras terminar sus estudios, se trasladó a Varsovia, país que había recobrado su independencia tras la Primera Guerra Mundial. Fue cofundador del grupo de poetas experimentales Skamander en 1918. 
Su obra "Laurel Olímpico" (en polaco: Laur olimpijski, 1927), el cual idealizaba la gracia y la aptitud de los atletas, hizo que ganara la medalla de oro para la poesía en los Juegos Olímpicos de Ámsterdam de 1928. Sus últimas obras, escritas ya una vez exiliado, son mucho menos alegres y positivas, pasando a un lado mucho más sombrío y comprometido con la conciencia y realidad social. "La Cosecha amarga" (1933) incluye poemas relacionados con los Estados Unidos. Otra de sus obras más importantes, "Campo de Batalla Olvidado" (1944) contiene relatos basados en la Segunda Guerra Mundial. Finalmente, Wierzyński falleció en Londres, Inglaterra, el 13 de febrero de 1969.